# Charles Scribner I
Pour les articles homonymes, voir Charles Scribner.
Charles Scribner I, né le 21 février 1821 et mort le 26 août 1871, New-Yorkais, avec Isaac D. Baker (1819-1850), il fonde une maison d'édition qui allait devenir les éditions Scribner.

## Biographie
Scribner naît à New York de Uriah Rogers Scribner et de Betsey Hawley. Il fréquente l'école Lawrenceville de 1834 à 1837. Après une année d'études à l'université de New York, il entre à l'université de Princeton et obtient son diplôme avec la classe de 1840. Il commence à étudier le droit, mais est contraint par des problèmes de santé de faire un voyage en Europe
Après son retour d'Europe, Scribner devient en 1846 le partenaire plus jeune de Baker en formant un nouveau type de maison d'édition sous le nom de Baker and Scribner. Contrairement aux maisons traditionnelles, qui étaient généralement le produit de la croissance des imprimeries ou des vendeurs de livres, les leurs n'existeraient qu'en tant qu'éditeurs. Cela a eu une influence sur le caractère de ses publications, qui se limitaient principalement aux œuvres d'auteurs contemporains. Il publie également des livres de philosophie presbytérienne. Avec la mort de Baker en 1850, Scribner prend le contrôle de l'entreprise, la renommant Charles Scribner, puis Charles Scribner and Company. Avec Charles Welford (décédé en mai 1885), il forme en 1857 la maison de Scribner et Welford pour l'importation de livres étrangers
En 1865, Charles Scribner and Co. se lance dans l'édition de magazines avec Hours at Home, un magazine mensuel. En 1870, ce magazine est fusionné dans Scribner's Monthly sous la direction de Josias, G. Hollande, et publié par une société distincte, Scribner et Co., avec le Dr Holland et Roswell Smith en tant que copropriétaires. Au décès de M. Scribner, l'année suivante, l'entreprise de Charles Scribner and Co. est réorganisée en Scribner, Armstrong, and Co., les associés étant John Blair Scribner, Andrew C. Armstrong et Edward Seymour, et en 1877, la maison d'édition déménage au 743 Broadway. M. Seymour meurt le 28 avril 1877, et en 1878, lorsque M. Armstrong prend sa retraite, la raison sociale est changée pour les éditions Scribner,  sous laquelle l'entreprise est menée après 1879 par Charles Scribner et Arthur H. Scribner, jeunes frères de John Blair
L'aîné Charles Scribner épouse Emma Elizabeth Blair (1827-1869), fille du magnat John Insley Blair, en 1846. Il meurt de la typhoïde le 26 août 1871 lors d'un voyage à Lucerne en Suisse. Il est inhumé dans la concession familiale au cimetière de Woodlawn, dans le Bronx à New York.